# Bhutanitis lidderdalii
Bhutanitis lidderdalii là một loài bướm ngày thuộc họ Bướm phượng, được tìm thấy ở Bhutan, một số khu vực của vùng đông bắc Ấn Độ và Đông Nam Á.. 
Sải cánh dài mm.

## Phân loài
Có 4 phân loài Bhutanitis lidderdalii. 
- nominate form - B. lidderdalii lidderdalii Atkinson 1873 - Buxa, Bhutan
- B. lidderdalii spinosa Stichel, 1907 - Tứ Xuyên, Trung Quốc
- B. lidderdalii ocellatomaculata Igarashi, 1979 - Chiang Mai, bắc Thái Lan.

and
- B. lidderdalii nobucoae Morita, 1997 - North Kachin, Myanma.

## Hình ảnh

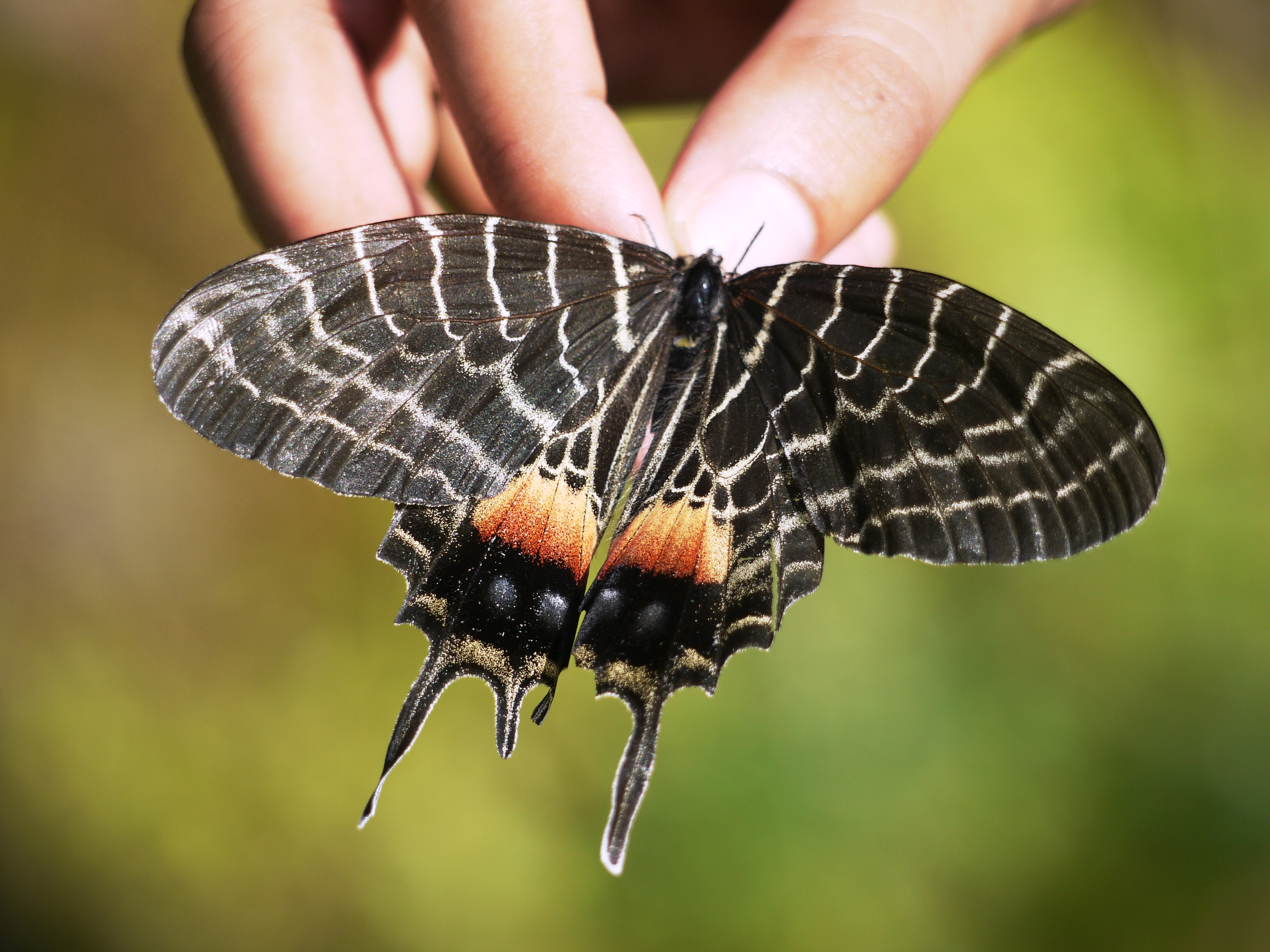
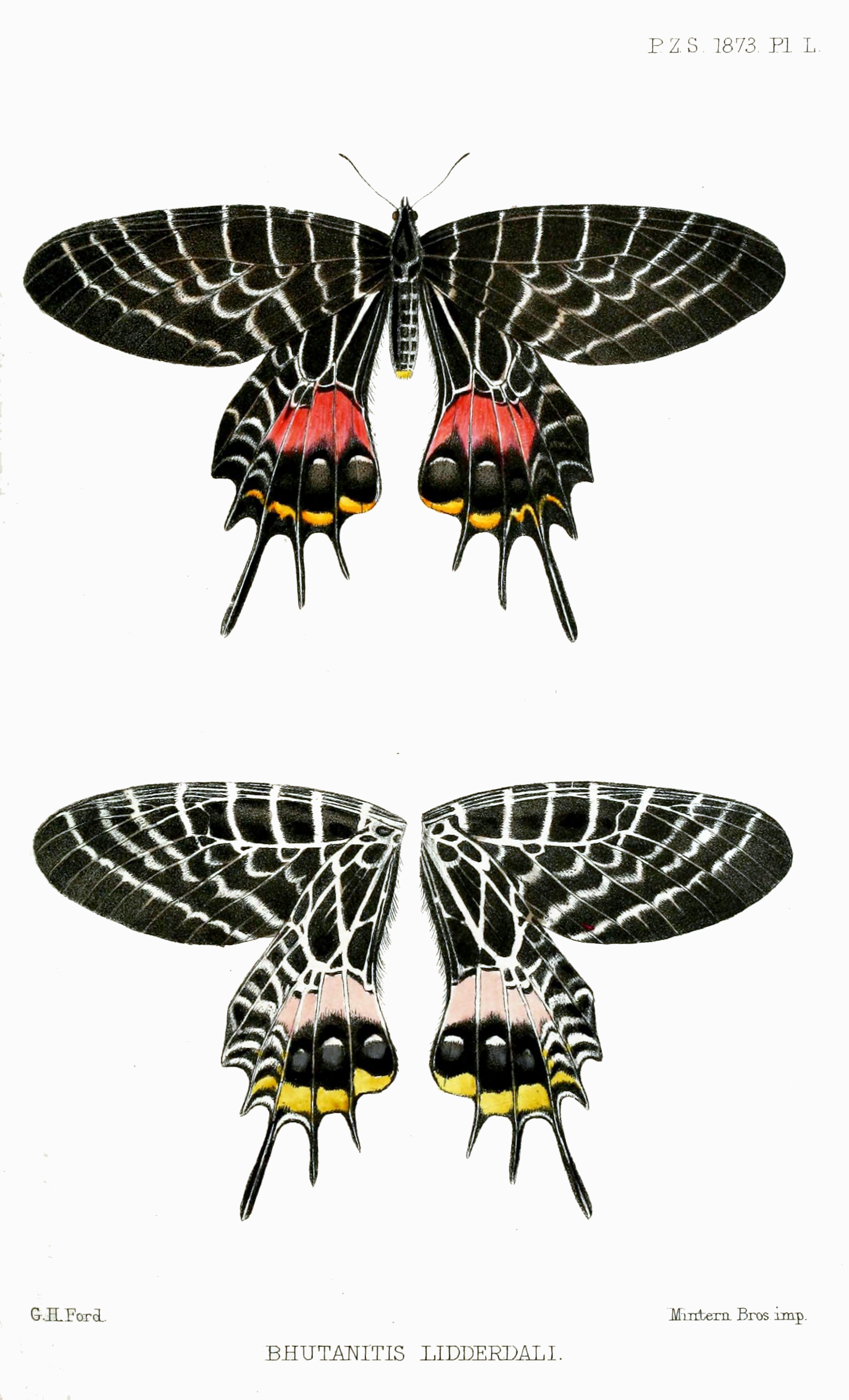
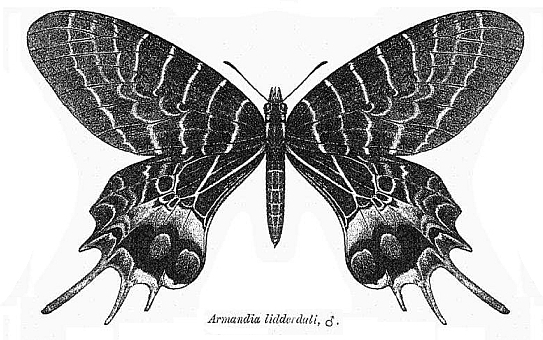
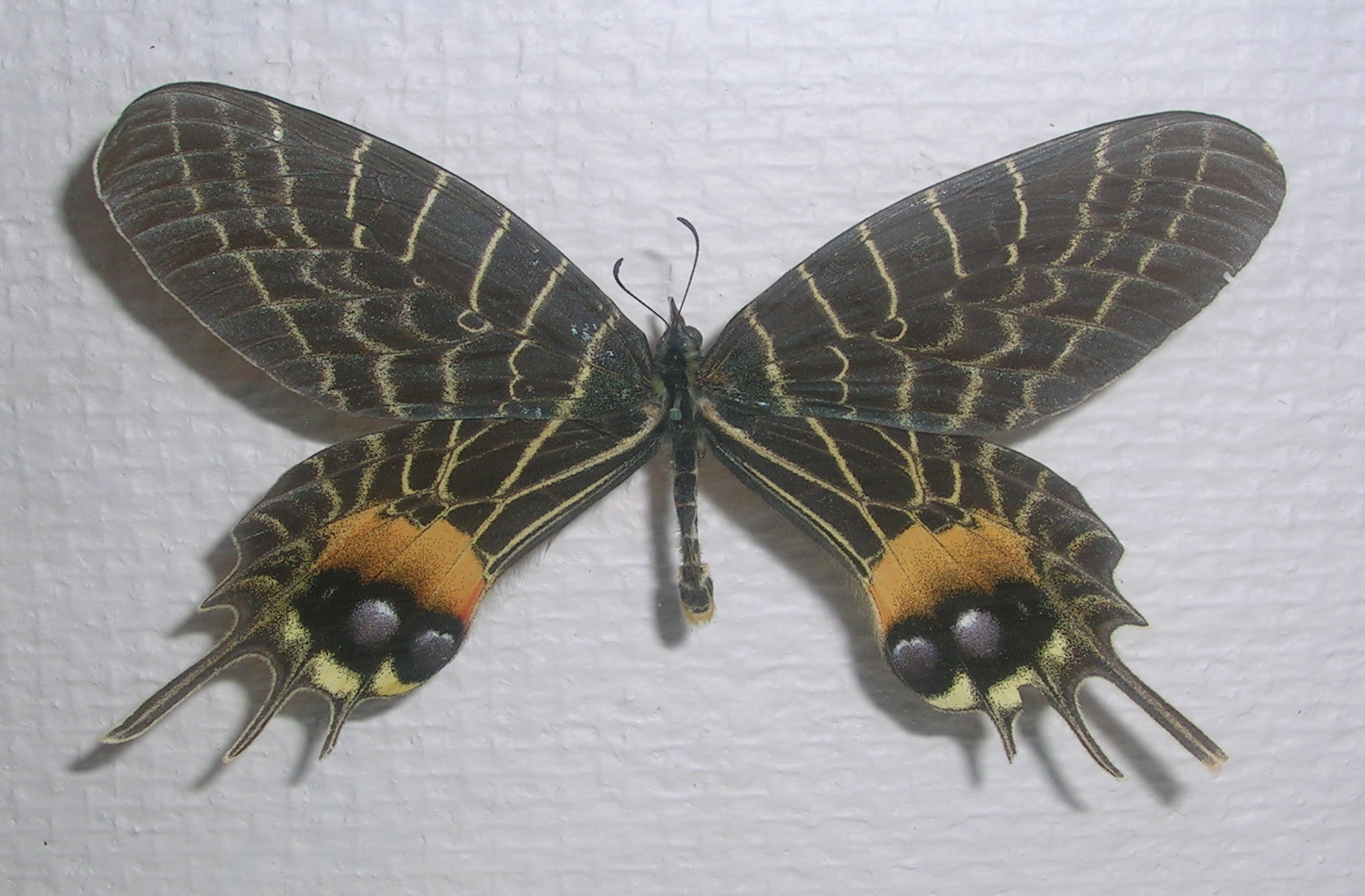
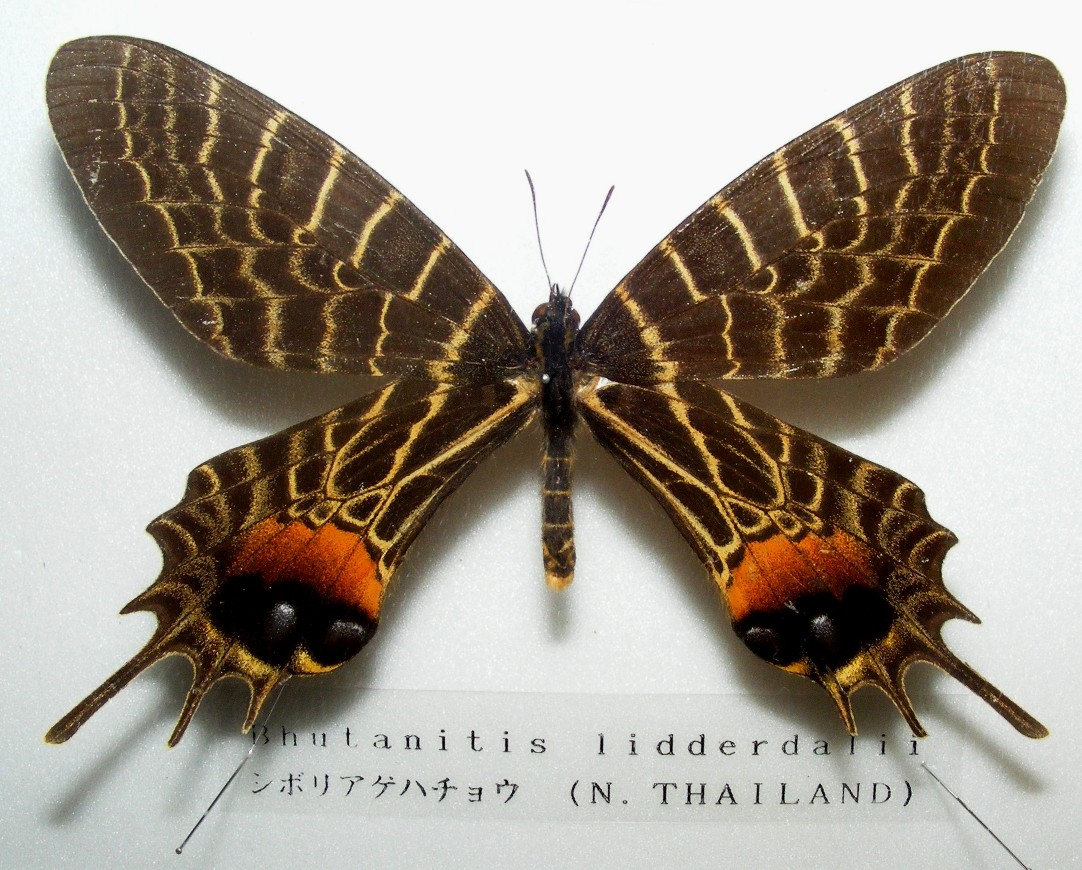
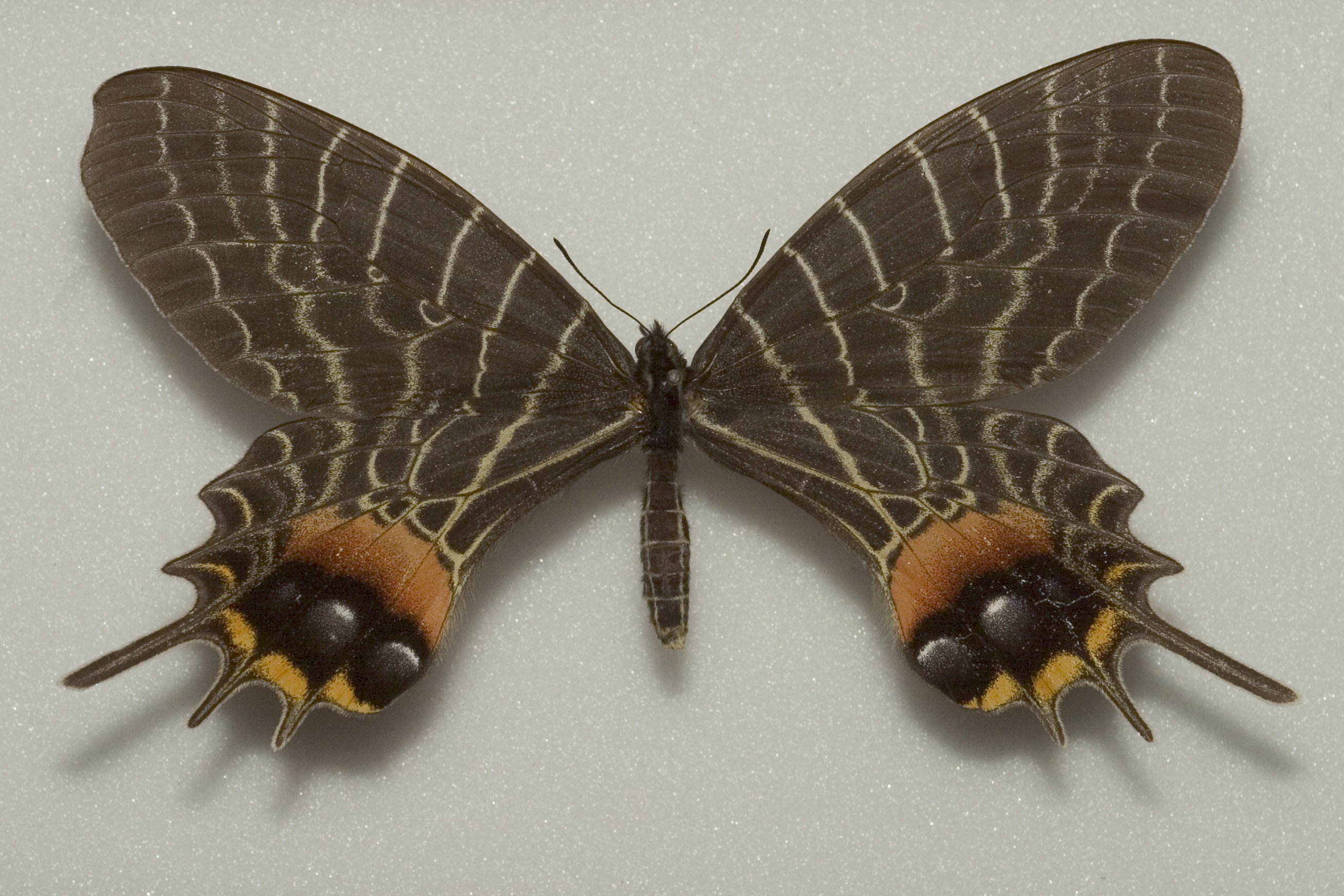